# Carles Bosch

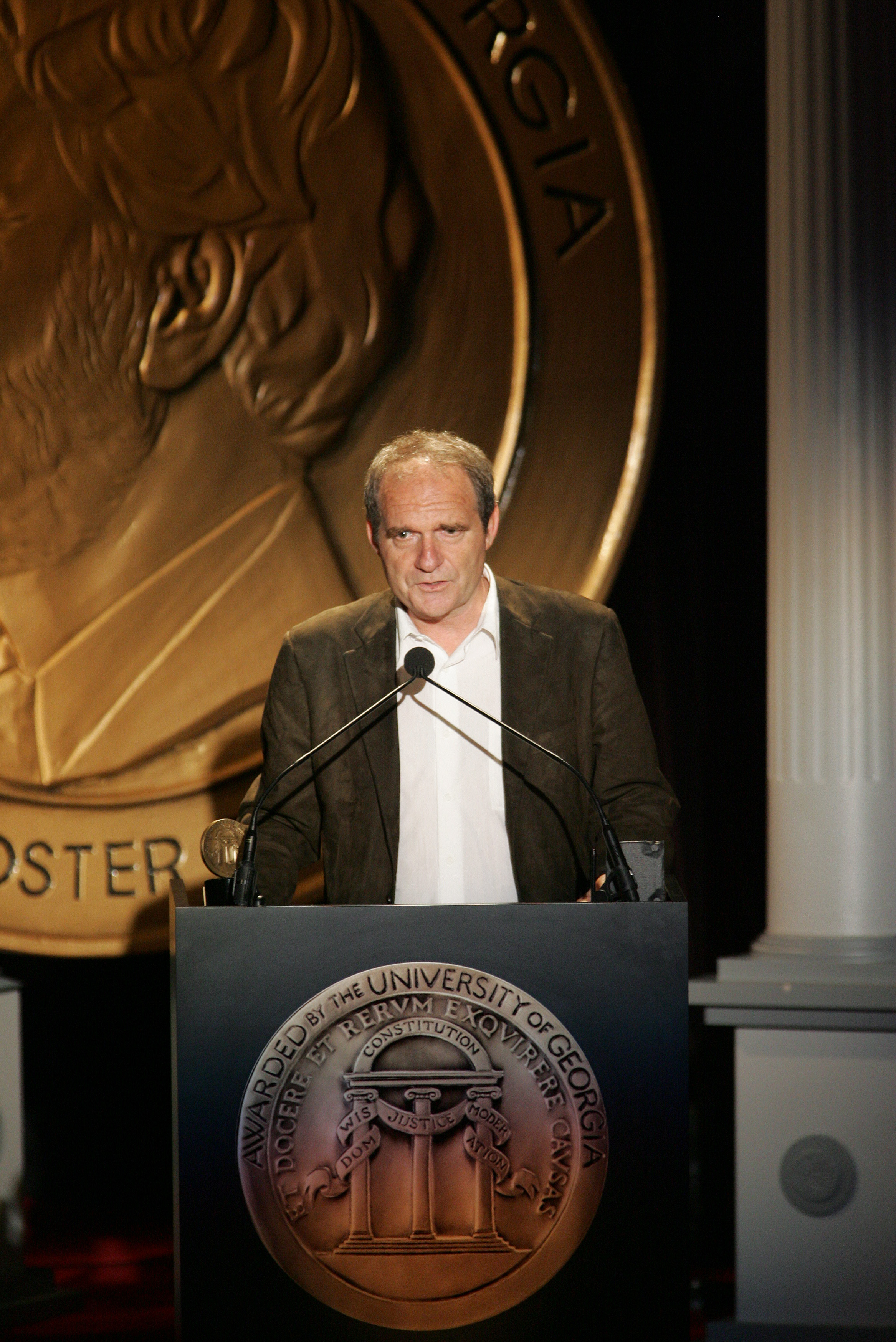
Carles Bosch bei den Peabody Awards (2005)

Carles Bosch (* 1952 in Barcelona) ist ein spanischer Journalist, Filmregisseur und Dokumentarfilmer.

## Karriere
Boschs Karriere im Filmgeschäft begann im Jahr 1989 bei der Fernsehserie 30 minutes, wofür er als Regisseur tätig war und die auf TV3 ausgestrahlt wurde. Bei dem Dokumentarfilm Balseros – Kubanische Träume vom Glück, wobei er und Josep Maria Domènech Regie führten, erhielt er bei der Oscarverleihung 2004 eine Oscarnominierung in der Kategorie „Bester Dokumentarfilm“.
Die Auszeichnung erhielten jedoch Errol Morris und Michael Williams für ihren Beitrag The Fog of War. Des Weiteren erhielten er und Domènech einen Peabody Award, einen IDA Award von der International Documentary Association und eine Nominierung als Bester Dokumentarfilm beim Goya 2003 für ihr Werk.
Danach wurden weitere Dokumentarfilm wie Revolution #2 und 1 hora i mai més veröffentlicht.

## Filmografie
- 1989–2005: 30 minuts (Fernsehserie, 8 Episoden)
- 2002: Balseros – Kubanische Träume vom Glück (Balseros)
- 2007: Septiembres
- 2009: Revolution #2
- 2010: Bicicleta, cullera, poma
- 2013: 1 hora i mai més